# Кожану
Кожану (рум. Cojanu) — село у повіті Бузеу в Румунії. Входить до складу комуни Берка.
Село розташоване на відстані 104 км на північний схід від Бухареста, 23 км на північний захід від Бузеу, 111 км на захід від Галаца, 87 км на південний схід від Брашова.

## Населення
За даними перепису населення 2002 року у селі проживали 146 осіб, усі — румуни. Усі жителі села рідною мовою назвали румунську.